# Fußball-Weltmeisterschaft 1982
Die Endrunde der Fußball-Weltmeisterschaft 1982 (span.: Campeonato Mundial De Futbol, engl.: Football World Cup) war die zwölfte Ausspielung dieses bedeutendsten Turniers für Fußballnationalmannschaften. Sie fand vom 13. Juni bis zum 11. Juli 1982 in Spanien statt. Weltmeister wurde Italien, das Deutschland im Finale 3:1 besiegte.

## Vergabe
Die Entscheidung über das Gastgeberland fiel bereits auf dem FIFA-Kongress in London am 6. Juli 1966. Keine andere WM vergab die FIFA frühzeitiger; Spanien hatte somit 16 Jahre Zeit, um sich auf die WM 1982 vorzubereiten.
Am selben Tag wurde die Ausrichtung der WM 1974 in Deutschland und die WM 1978 in Argentinien festgelegt.

## Spielorte
Die Spiele der Weltmeisterschaft wurden in 17 Stadien in 14 spanischen Städten ausgetragen.
| Madrid |

| Barcelona |

| Alicante |

| Bilbao |

| La Coruña |

| Elche |

| Gijón |

| Málaga |

| Oviedo |

| Saragossa |

| Sevilla |

| Valencia |

| Valladolid |

| Vigo |

| Madrid |

| Barcelona |

| Alicante |

| Bilbao |

| La Coruña |

| Elche |

| Gijón |

| Málaga |

| Oviedo |

| Saragossa |

| Sevilla |

| Valencia |

| Valladolid |

| Vigo |

| Stadt      | Stadion                       | Spiele | Kapazität* | Gesamt- zuschauerzahl | Schnitt | Spiel mit den meisten Zuschauern                                           | Spiel mit den wenigsten Zuschauern                                 |
| ---------- | ----------------------------- | ------ | ---------- | --------------------- | ------- | -------------------------------------------------------------------------- | ------------------------------------------------------------------ |
| Alicante   | Estadio José Rico Pérez       | 3      | 35.900     | 092.593               | 30.864  | Argentinien – El Salvador (1. Finalrunde) 32.500                           | Polen – Frankreich (Spiel um den dritten Platz) 28.000             |
| Barcelona  | Camp Nou                      | 5      | 99.000     | 320.000               | 64.000  | Argentinien – Belgien (Eröffnungsspiel) 95.000                             | Belgien – Sowjetunion (2. Finalrunde) 45.000                       |
| Barcelona  | Estadi Sarrià                 | 3      | 40.000     | 131.000               | 43.667  | Argentinien – Brasilien und Italien – Brasilien (2. Finalrunde) 44.000     | Italien – Argentinien (2. Finalrunde) 43.000                       |
| Bilbao     | San Mamés                     | 3      | 46.200     | 124.995               | 41.665  | England – Frankreich (1. Finalrunde) 44.172                                | England – Kuwait (1. Finalrunde) 39.700                            |
| La Coruña  | Estadio Municipal de Riazor   | 3      | 34.200     | 055.000               | 18.333  | Polen – Peru (1. Finalrunde) 25.000                                        | Peru – Kamerun (1. Finalrunde) 11.000                              |
| Elche      | Nuevo Estadio                 | 3      | 53.000     | 075.000               | 25.000  | Belgien – Ungarn (1. Finalrunde) 37.000                                    | Belgien – El Salvador (1. Finalrunde) 15.000                       |
| Gijón      | El Molinón                    | 3      | 45.200     | 125.000               | 41.667  | Deutschland – Algerien und Deutschland – Chile (1. Finalrunde) 42.000      | Deutschland – Österreich (1. Finalrunde) 41.000                    |
| Madrid     | Estadio Santiago Bernabéu     | 4      | 90.800     | 330.089               | 82.522  | Deutschland – Spanien (2. Finalrunde) 90.089                               | Deutschland – England und Spanien – England (2. Finalrunde) 75.000 |
| Madrid     | Estadio Vicente Calderón      | 3      | 65.700     | 094.000               | 31.333  | Österreich – Frankreich und Frankreich – Nordirland (2. Finalrunde) 37.000 | Österreich – Nordirland (2. Finalrunde) 20.000                     |
| Málaga     | Estadio La Rosaleda           | 3      | 34.400     | 100.000               | 33.333  | Sowjetunion – Schottland (1. Finalrunde) 45.000                            | Sowjetunion – Neuseeland (1. Finalrunde) 19.000                    |
| Oviedo     | Estadio Carlos Tartiere       | 3      | 28.400     | 060.500               | 20.167  | Chile – Österreich (1. Finalrunde) 22.500                                  | Algerien – Chile (1. Finalrunde) 16.000                            |
| Saragossa  | Estadio La Romareda           | 3      | 41.800     | 065.000               | 21.667  | Jugoslawien – Nordirland und Honduras – Jugoslawien (1. Finalrunde) 25.000 | Honduras – Nordirland (1. Finalrunde) 15.000                       |
| Sevilla    | Estadio Benito Villamarín     | 2      | 52.500     | 090.379               | 45.190  | Brasilien – Schottland (1. Finalrunde) 47.379                              | Brasilien – Neuseeland (1. Finalrunde) 43.000                      |
| Sevilla    | Estadio Ramón Sánchez Pizjuán | 2      | 68.100     | 138.000               | 69.000  | Deutschland – Frankreich (Halbfinale) 70.000                               | Brasilien – Sowjetunion (1. Finalrunde) 68.000                     |
| Valencia   | Estadio Luis Casanova         | 3      | 47.600     | 147.124               | 49.041  | Spanien – Honduras und Nordirland – Spanien (1. Finalrunde) 49.562         | Spanien – Jugoslawien (1. Finalrunde) 48.000                       |
| Valladolid | Estadio José Zorrilla         | 3      | 30.000     | 083.043               | 27.681  | Frankreich – Kuwait (1. Finalrunde) 30.043                                 | Tschechoslowakei – Kuwait (1. Finalrunde) 25.000                   |
| Vigo       | Estadio Balaídos              | 3      | 56.800     | 078.000               | 26.000  | Italien – Polen (1. Finalrunde) 33.000                                     | Italien – Kamerun (1. Finalrunde) 20.000                           |

## Qualifikation
Insgesamt bewarben sich 107 Nationen um die 24 Endrundenplätze. Für die einzelnen Kontinente waren die Teilnehmerzahlen fest vorgegeben. Europa stellte 13 Teilnehmer, hinzu kam Spanien, das als Ausrichter automatisch qualifiziert war. WM-Plätze gab es für die ersten drei der südamerikanischen Qualifikationsrunde sowie für Argentinien, das als Titelverteidiger ebenfalls direkt qualifiziert war. Nord- und Mittelamerika, Asien und Ozeanien, sowie Afrika stellten je zwei Teilnehmer. Größte Überraschung der Qualifikation war das Ausscheiden des Vize-Weltmeisters Niederlande, die hinter Belgien, Frankreich und Irland nur den vierten Platz ihrer Gruppe belegten. Für Algerien, Honduras, Kamerun, Kuwait und Neuseeland war es die erste WM-Teilnahme überhaupt. Folgende Länder qualifizierten sich für die Endrunde:

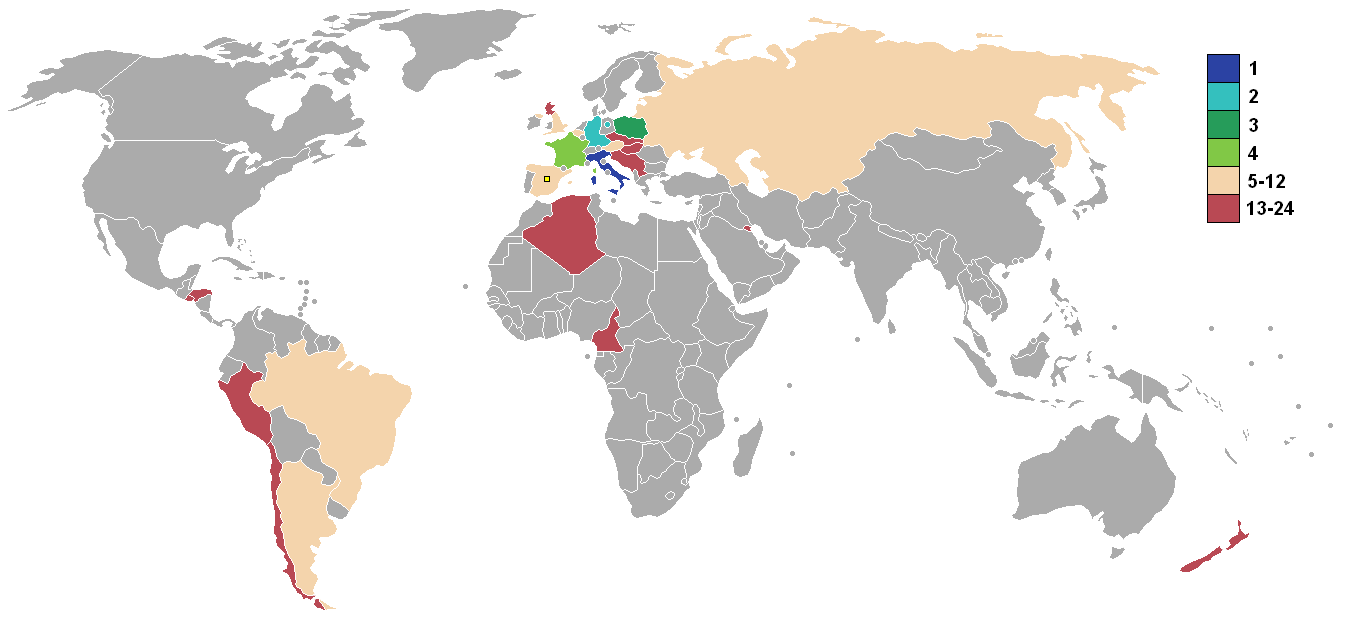
Weltkarte der Teilnehmer mit deren Platzierungen

| 14 aus Europa                              | Belgien     | BR Deutschland | England     | Frankreich | Tschechoslowakei |
|                                            | Italien     | Jugoslawien    | Nordirland  | Österreich | Ungarn           |
|                                            | Polen       | Schottland     | Sowjetunion | Spanien    |                  |
| 4 aus Südamerika                           | Argentinien | Brasilien      | Chile       | Peru       |                  |
| 2 aus Nord-, Mittelamerika und der Karibik | El Salvador | Honduras       |             |            |                  |
| 2 aus Afrika                               | Algerien    | Kamerun        |             |            |                  |
| 1 aus Asien                                | Kuwait      |                |             |            |                  |
| 1 aus Ozeanien                             | Neuseeland  |                |             |            |                  |

## Auslosung
- gesetzte Gruppenköpfe: Italien (1) • BR Deutschland (2) • Argentinien (3) • England (4) • Spanien (5) • Brasilien (6)
- Topf 1: Chile • Peru • Belgien • Frankreich • Nordirland • Schottland
- Topf 2: Algerien • Kamerun • El Salvador • Honduras • Kuwait • Neuseeland
- Topf 3: Jugoslawien • Österreich • Polen • Sowjetunion • Tschechoslowakei • Ungarn

Den südamerikanischen Gruppenköpfen Argentinien und Brasilien wurden aus Topf 1 gezielt europäische Mannschaften zugelost.
Aus den Töpfen 2 und 3 wurden die Mannschaften den sechs Gruppen völlig frei zugelost.
| Gruppe 1 | Gruppe 2       | Gruppe 3    | Gruppe 4         | Gruppe 5    | Gruppe 6    |
| -------- | -------------- | ----------- | ---------------- | ----------- | ----------- |
| Italien  | BR Deutschland | Argentinien | England          | Spanien     | Brasilien   |
| Polen    | Algerien       | Belgien     | Frankreich       | Honduras    | Sowjetunion |
| Peru     | Chile          | Ungarn      | Tschechoslowakei | Jugoslawien | Schottland  |
| Kamerun  | Österreich     | El Salvador | Kuwait           | Nordirland  | Neuseeland  |

Für Informationen zu den einzelnen Gruppen und Kadern der Mannschaften auf den jeweiligen Link klicken.

## Modus
Die 24 Teilnehmer wurden in der ersten Runde in sechs Gruppen mit je vier Mannschaften eingeteilt. Die beiden ersten jeder Gruppe qualifizierten sich für die zweite Runde, die in vier Gruppen mit je drei Mannschaften ausgetragen wurde. Die Sieger der zweiten Finalrunde qualifizierten sich für das Halbfinale. Die Gewinner des Halbfinales bestritten das Finale, die Verlierer das Spiel um Platz drei.

## Erste Runde
In der Vorrunde der WM, die erstmals mit 24 statt wie bisher mit 16 Mannschaften ausgespielt wurde, schafften fast alle Favoriten mehr oder weniger leicht den Sprung in die Zwischenrunde. Belgien besiegte im Eröffnungsspiel den amtierenden Weltmeister Argentinien mit 1:0. Auch Algerien schlug als vermeintlich schwächerer Gegner Deutschland mit 2:1, Nordirland wurde vor Spanien und den ebenfalls stärker eingeschätzten Jugoslawen Erster in Gruppe 5. Keiner der fünf WM-Debütanten erreichte die Zwischenrunde. Spanien spielte als Gastgeber und Mitfavorit auf den WM-Titel 1:1 gegen Honduras. Der spätere Weltmeister Italien spielte 1:1 gegen Kamerun, das ungeschlagen vorzeitig aus dem Turnier ausschied.
Zum umstrittensten Spiel der Vorrunde wurde das abschließende Gruppenspiel zwischen Deutschland und Österreich, das später als Nichtangriffspakt von Gijón (oder auch Schande von Gijón) bekannt wurde. Beiden Mannschaften genügte ein knapper Sieg Deutschlands, um in die Zwischenrunde zu kommen. Nach dem 1:0 für Deutschland durch Horst Hrubesch in der 11. Minute stellten beide Mannschaften offensichtlich alle ernsthaften Angriffsbemühungen ein. Durch den Einzug beider Mannschaften, denen Absprache vorgeworfen wurde, in die Zwischenrunde schied die vergleichsweise stark aufspielende Mannschaft aus Algerien aus dem Turnier aus. Nach diesem Spiel wurden die Regeln bei Welt- und Europameisterschaften so geändert, dass die beiden letzten Spiele einer Gruppe zur gleichen Zeit angepfiffen werden.
Nachdem Frankreich im Spiel gegen Kuwait seinen Vorsprung zum 4:1 erweitern konnte, weil ein Zuschauer pfiff und die kuwaitischen Spieler daraufhin das Spiel einstellten, stürmte der kuwaitische Scheich Fahd al-Ahmad al-Dschabir as-Sabah das Spielfeld und drohte mit Spielabbruch, wenn das Tor nicht annulliert würde. Nach langer Diskussion gab Schiedsrichter Stupar nach. Kurz darauf schoss Frankreich das vierte Tor erneut und gewann schließlich doch noch 4:1. Stupar wurde am nächsten Tag von der FIFA suspendiert und der kuwaitische Verband mit einer Strafe von 11.000 $ belegt.
Außerdem war einzigartig, dass der spätere Gewinner des Turniers, Italien, kein Spiel in der Vorrunde gewann. In ihrer Vorrundengruppe, in der fünf der sechs Partien mit einem Unentschieden endeten, reichte den Italienern – deren drei Spiele alle mit einem Unentschieden endeten – bei gleicher Tordifferenz ein geschossenes Tor mehr gegenüber der Mannschaft aus Kamerun, um als Zweiter eine Runde weiterzukommen. Unter Nichtberücksichtigung von Wales, das 1958 immerhin noch ein Nachholspiel benötigte, war Italien damit die erste Mannschaft, die eine Vorrunde einer Fußball-WM ohne Sieg überstand.
Für den höchsten Sieg der Vorrunde sorgten die Ungarn. Sie schlugen El Salvador mit 10:1, zum Weiterkommen reichte es dennoch nicht.
Die angegebenen Uhrzeiten sind Ortszeit (MESZ).

### Gruppe 1
| Pl. | Land    | Sp. | S | U | N | Tore    | Diff. | Punkte |
| --- | ------- | --- | - | - | - | ------- | ----- | ------ |
| 1.  | Polen   | 3   | 1 | 2 | 0 | 005:100 | +4    | 04:20  |
| 2.  | Italien | 3   | 0 | 3 | 0 | 002:200 | ±0    | 03:30  |
| 3.  | Kamerun | 3   | 0 | 3 | 0 | 001:100 | ±0    | 03:30  |
| 4.  | Peru    | 3   | 0 | 2 | 1 | 002:600 | −4    | 02:40  |

|                                         |   |         |           |
| 14. Juni 1982 um 17:15 Uhr in Vigo      |   |         |           |
| Italien                                 | – | Polen   | 0:0       |
| 15. Juni 1982 um 17:15 Uhr in La Coruña |   |         |           |
| Peru                                    | – | Kamerun | 0:0       |
| 18. Juni 1982 um 17:15 Uhr in Vigo      |   |         |           |
| Italien                                 | – | Peru    | 1:1 (1:0) |
| 19. Juni 1982 um 17:15 Uhr in La Coruña |   |         |           |
| Polen                                   | – | Kamerun | 0:0       |
| 22. Juni 1982 um 17:15 Uhr in La Coruña |   |         |           |
| Polen                                   | – | Peru    | 5:1 (0:0) |
| 23. Juni 1982 um 17:15 Uhr in Vigo      |   |         |           |
| Italien                                 | – | Kamerun | 1:1 (0:0) |

### Gruppe 2
| Pl. | Land           | Sp. | S | U | N | Tore    | Diff. | Punkte |
| --- | -------------- | --- | - | - | - | ------- | ----- | ------ |
| 1.  | BR Deutschland | 3   | 2 | 0 | 1 | 006:300 | +3    | 04:20  |
| 2.  | Österreich     | 3   | 2 | 0 | 1 | 003:100 | +2    | 04:20  |
| 3.  | Algerien       | 3   | 2 | 0 | 1 | 005:500 | ±0    | 04:20  |
| 4.  | Chile          | 3   | 0 | 0 | 3 | 003:800 | −5    | 0:60   |

|                                      |   |            |           |
| 16. Juni 1982 um 17:15 Uhr in Gijón  |   |            |           |
| BR Deutschland                       | – | Algerien   | 1:2 (0:0) |
| 17. Juni 1982 um 17:15 Uhr in Oviedo |   |            |           |
| Chile                                | – | Österreich | 0:1 (0:1) |
| 20. Juni 1982 um 17:15 Uhr in Gijón  |   |            |           |
| BR Deutschland                       | – | Chile      | 4:1 (1:0) |
| 21. Juni 1982 um 17:15 Uhr in Oviedo |   |            |           |
| Algerien                             | – | Österreich | 0:2 (0:0) |
| 24. Juni 1982 um 17:15 Uhr in Oviedo |   |            |           |
| Algerien                             | – | Chile      | 3:2 (3:0) |
| 25. Juni 1982 um 17:15 Uhr in Gijón  |   |            |           |
| BR Deutschland                       | – | Österreich | 1:0 (1:0) |

### Gruppe 3
| Pl. | Land        | Sp. | S | U | N | Tore    | Diff. | Punkte |
| --- | ----------- | --- | - | - | - | ------- | ----- | ------ |
| 1.  | Belgien     | 3   | 2 | 1 | 0 | 003:100 | +2    | 05:10  |
| 2.  | Argentinien | 3   | 2 | 0 | 1 | 006:200 | +4    | 04:20  |
| 3.  | Ungarn      | 3   | 1 | 1 | 1 | 012:600 | +6    | 03:30  |
| 4.  | El Salvador | 3   | 0 | 0 | 3 | 001:130 | −12   | 0:60   |

|                                                    |   |             |            |
| 13. Juni 1982 um 20:00 Uhr in Barcelona (Camp Nou) |   |             |            |
| Argentinien                                        | – | Belgien     | 00:1 (0:0) |
| 15. Juni 1982 um 21:00 Uhr in Elche                |   |             |            |
| Ungarn                                             | – | El Salvador | 10:1 (3:0) |
| 18. Juni 1982 um 21:00 Uhr in Alicante             |   |             |            |
| Argentinien                                        | – | Ungarn      | 04:1 (2:0) |
| 19. Juni 1982 um 21:00 Uhr in Elche                |   |             |            |
| Belgien                                            | – | El Salvador | 01:0 (1:0) |
| 22. Juni 1982 um 21:00 Uhr in Elche                |   |             |            |
| Belgien                                            | – | Ungarn      | 01:1 (0:1) |
| 23. Juni 1982 um 21:00 Uhr in Alicante             |   |             |            |
| Argentinien                                        | – | El Salvador | 02:0 (1:0) |

### Gruppe 4
| Pl. | Land             | Sp. | S | U | N | Tore    | Diff. | Punkte |
| --- | ---------------- | --- | - | - | - | ------- | ----- | ------ |
| 1.  | England          | 3   | 3 | 0 | 0 | 006:100 | +5    | 06:0   |
| 2.  | Frankreich       | 3   | 1 | 1 | 1 | 006:500 | +1    | 03:30  |
| 3.  | Tschechoslowakei | 3   | 0 | 2 | 1 | 002:400 | −2    | 02:40  |
| 4.  | Kuwait           | 3   | 0 | 1 | 2 | 002:600 | −4    | 01:50  |

|                                          |   |                  |           |
| 16. Juni 1982 um 17:15 Uhr in Bilbao     |   |                  |           |
| England                                  | – | Frankreich       | 3:1 (1:1) |
| 17. Juni 1982 um 17:15 Uhr in Valladolid |   |                  |           |
| Tschechoslowakei                         | – | Kuwait           | 1:1 (1:0) |
| 20. Juni 1982 um 17:15 Uhr in Bilbao     |   |                  |           |
| England                                  | – | Tschechoslowakei | 2:0 (0:0) |
| 21. Juni 1982 um 17:15 Uhr in Valladolid |   |                  |           |
| Frankreich                               | – | Kuwait           | 4:1 (2:0) |
| 24. Juni 1982 um 17:15 Uhr in Valladolid |   |                  |           |
| Frankreich                               | – | Tschechoslowakei | 1:1 (0:0) |
| 25. Juni 1982 um 17:15 Uhr in Bilbao     |   |                  |           |
| England                                  | – | Kuwait           | 1:0 (1:0) |

### Gruppe 5
| Pl. | Land        | Sp. | S | U | N | Tore    | Diff. | Punkte |
| --- | ----------- | --- | - | - | - | ------- | ----- | ------ |
| 1.  | Nordirland  | 3   | 1 | 2 | 0 | 002:100 | +1    | 04:20  |
| 2.  | Spanien     | 3   | 1 | 1 | 1 | 003:300 | ±0    | 03:30  |
| 3.  | Jugoslawien | 3   | 1 | 1 | 1 | 002:200 | ±0    | 03:30  |
| 4.  | Honduras    | 3   | 0 | 2 | 1 | 002:300 | −1    | 02:40  |

|                                         |   |             |           |
| 16. Juni 1982 um 21:00 Uhr in Valencia  |   |             |           |
| Spanien                                 | – | Honduras    | 1:1 (0:1) |
| 17. Juni 1982 um 21:00 Uhr in Saragossa |   |             |           |
| Jugoslawien                             | – | Nordirland  | 0:0       |
| 20. Juni 1982 um 21:00 Uhr in Valencia  |   |             |           |
| Spanien                                 | – | Jugoslawien | 2:1 (1:1) |
| 21. Juni 1982 um 21:00 Uhr in Saragossa |   |             |           |
| Honduras                                | – | Nordirland  | 1:1 (0:1) |
| 24. Juni 1982 um 21:00 Uhr in Saragossa |   |             |           |
| Honduras                                | – | Jugoslawien | 0:1 (0:0) |
| 25. Juni 1982 um 21:00 Uhr in Valencia  |   |             |           |
| Spanien                                 | – | Nordirland  | 0:1 (0:0) |

### Gruppe 6
| Pl. | Land        | Sp. | S | U | N | Tore    | Diff. | Punkte |
| --- | ----------- | --- | - | - | - | ------- | ----- | ------ |
| 1.  | Brasilien   | 3   | 3 | 0 | 0 | 010:200 | +8    | 06:0   |
| 2.  | Sowjetunion | 3   | 1 | 1 | 1 | 006:400 | +2    | 03:30  |
| 3.  | Schottland  | 3   | 1 | 1 | 1 | 008:800 | ±0    | 03:30  |
| 4.  | Neuseeland  | 3   | 0 | 0 | 3 | 002:120 | −10   | 0:60   |

|                                                    |   |             |           |
| 14. Juni 1982 um 21:00 Uhr in Sevilla (Pizjuán)    |   |             |           |
| Brasilien                                          | – | Sowjetunion | 2:1 (0:1) |
| 15. Juni 1982 um 21:00 Uhr in Málaga               |   |             |           |
| Schottland                                         | – | Neuseeland  | 5:2 (3:0) |
| 18. Juni 1982 um 21:00 Uhr in Sevilla (Villamarín) |   |             |           |
| Brasilien                                          | – | Schottland  | 4:1 (1:1) |
| 19. Juni 1982 um 21:00 Uhr in Málaga               |   |             |           |
| Sowjetunion                                        | – | Neuseeland  | 3:0 (1:0) |
| 22. Juni 1982 um 21:00 Uhr in Málaga               |   |             |           |
| Sowjetunion                                        | – | Schottland  | 2:2 (0:1) |
| 23. Juni 1982 um 21:00 Uhr in Sevilla (Villamarín) |   |             |           |
| Brasilien                                          | – | Neuseeland  | 4:0 (2:0) |

## Zweite Runde
In der Zweiten Finalrunde kam es zu vier Dreiergruppen, in denen sich jeweils nur der Erstplatzierte für das Halbfinale qualifizierte.
In Gruppe A belegten am Ende die Polen vor der Sowjetunion den ersten Platz.
In Gruppe B setzte sich Deutschland gegen die Rivalen aus England und Spanien durch. Die Engländer schieden ohne Turnier-Niederlage aus. Für den Gastgeber Spanien stand bereits vor dem letzten Spiel gegen England das Ausscheiden fest. England hätte im letzten Spiel der Gruppe B mit einem Sieg gegen Spanien die nächste Runde erreichen können. Da die spanische Mannschaft in ihrem „Abschiedsspiel“ noch einmal großen Einsatz zeigte, statt zu resignieren, endete das Spiel 0:0. Somit qualifizierte sich Deutschland für die nächste Runde.
In der Gruppe C kam es zum Spiel zwischen Brasilien und Italien. Nachdem beide Mannschaften Argentinien bereits schlagen konnten, hätte Brasilien aufgrund der besseren Tordifferenz bereits ein Unentschieden zum Erreichen des Halbfinals gereicht. Bei der Spielbesprechung teilte der brasilianische Trainer Telê Santana seinen Spielern mit, dass sie stets offensiv spielen und Italien keinesfalls über die Mittellinie kommen lassen sollten. Paulo Roberto Falcão, der bei der AS Rom in der Serie A spielte und den italienischen Fußball genau kannte, schlug vor, dieses eine Mal nicht „brasilianisch“ aufzutreten. Er begründete dies damit, dass die Italiener Meister der Konterattacke seien und sie sich schwerer tun würden, das Spiel zu machen, als aus der Defensive zu kontern. Seine Mannschaftskameraden sagten, dass sie, die Brasilianer, niemals defensiv spielen. Paolo Rossi, der bis dahin noch ohne Torerfolg geblieben war, erzielte alle drei Tore beim 3:2-Erfolg gegen das als WM-Favorit eingestufte Brasilien, wobei Brasilien zwischenzeitlich zweimal ausgleichen konnte.
In Gruppe D setzten sich die Franzosen entsprechend der Erwartung vieler gegen Nordirland und Österreich durch.
Der Spielplan war so gestaltet, dass der jeweilige Verlierer des ersten Spieles jeder Gruppe im zweiten und der jeweilige Sieger im dritten Gruppenspiel gegen die Mannschaft antrat, die das erste Spiel nicht bestritten hat.

### Gruppe A
| Pl. | Land        | Sp. | S | U | N | Tore    | Diff. | Punkte |
| --- | ----------- | --- | - | - | - | ------- | ----- | ------ |
| 1.  | Polen       | 2   | 1 | 1 | 0 | 003:000 | +3    | 03:10  |
| 2.  | Sowjetunion | 2   | 1 | 1 | 0 | 001:000 | +1    | 03:10  |
| 3.  | Belgien     | 2   | 0 | 0 | 2 | 000:400 | −4    | 0:40   |

|                                                    |   |             |           |
| 28. Juni 1982 um 21:00 Uhr in Barcelona (Camp Nou) |   |             |           |
| Polen                                              | – | Belgien     | 3:0 (2:0) |
| 1. Juli 1982 um 21:00 Uhr in Barcelona (Camp Nou)  |   |             |           |
| Belgien                                            | – | Sowjetunion | 0:1 (0:0) |
| 4. Juli 1982 um 21:00 Uhr in Barcelona (Camp Nou)  |   |             |           |
| Polen                                              | – | Sowjetunion | 0:0       |

### Gruppe B
| Pl. | Land           | Sp. | S | U | N | Tore    | Diff. | Punkte |
| --- | -------------- | --- | - | - | - | ------- | ----- | ------ |
| 1.  | BR Deutschland | 2   | 1 | 1 | 0 | 002:100 | +1    | 03:10  |
| 2.  | England        | 2   | 0 | 2 | 0 | 000:000 | ±0    | 02:20  |
| 3.  | Spanien        | 2   | 0 | 1 | 1 | 001:200 | −1    | 01:30  |

|                                                 |   |         |           |
| 29. Juni 1982 um 21:00 Uhr in Madrid (Bernabéu) |   |         |           |
| BR Deutschland                                  | – | England | 0:0       |
| 2. Juli 1982 um 21:00 Uhr in Madrid (Bernabéu)  |   |         |           |
| BR Deutschland                                  | – | Spanien | 2:1 (0:0) |
| 5. Juli 1982 um 21:00 Uhr in Madrid (Bernabéu)  |   |         |           |
| Spanien                                         | – | England | 0:0       |

### Gruppe C
| Pl. | Land        | Sp. | S | U | N | Tore    | Diff. | Punkte |
| --- | ----------- | --- | - | - | - | ------- | ----- | ------ |
| 1.  | Italien     | 2   | 2 | 0 | 0 | 005:300 | +2    | 04:0   |
| 2.  | Brasilien   | 2   | 1 | 0 | 1 | 005:400 | +1    | 02:20  |
| 3.  | Argentinien | 2   | 0 | 0 | 2 | 002:500 | −3    | 0:40   |

|                                                  |   |             |           |
| 29. Juni 1982 um 17:15 Uhr in Barcelona (Sarrià) |   |             |           |
| Italien                                          | – | Argentinien | 2:1 (0:0) |
| 2. Juli 1982 um 17:15 Uhr in Barcelona (Sarrià)  |   |             |           |
| Brasilien                                        | – | Argentinien | 3:1 (1:0) |
| 5. Juli 1982 um 17:15 Uhr in Barcelona (Sarrià)  |   |             |           |
| Brasilien                                        | – | Italien     | 2:3 (1:2) |

### Gruppe D
| Pl. | Land       | Sp. | S | U | N | Tore    | Diff. | Punkte |
| --- | ---------- | --- | - | - | - | ------- | ----- | ------ |
| 1.  | Frankreich | 2   | 2 | 0 | 0 | 005:100 | +4    | 04:0   |
| 2.  | Österreich | 2   | 0 | 1 | 1 | 002:300 | −1    | 01:30  |
| 3.  | Nordirland | 2   | 0 | 1 | 1 | 003:600 | −3    | 01:30  |

|                                                 |   |            |           |
| 28. Juni 1982 um 17:15 Uhr in Madrid (Calderón) |   |            |           |
| Österreich                                      | – | Frankreich | 0:1 (0:1) |
| 1. Juli 1982 um 17:15 Uhr in Madrid (Calderón)  |   |            |           |
| Österreich                                      | – | Nordirland | 2:2 (0:1) |
| 4. Juli 1982 um 17:15 Uhr in Madrid (Calderón)  |   |            |           |
| Nordirland                                      | – | Frankreich | 1:4 (0:1) |

## Finalrunde

### Halbfinale
|                                                   |   |            |                                 |
| 8. Juli 1982 um 17:15 Uhr in Barcelona (Camp Nou) |   |            |                                 |
| Polen                                             | – | Italien    | 0:2 (0:1)                       |
| 8. Juli 1982 um 21:00 Uhr in Sevilla (Pizjuán)    |   |            |                                 |
| BR Deutschland                                    | – | Frankreich | 3:3 n. V. (1:1, 1:1), 5:4 i. E. |

Paolo Rossi war erneut der Mann des Tages im Spiel zwischen Polen und Italien. Mit seinen beiden Toren brachte er die Squadra Azzurra praktisch im Alleingang in das Finale der WM 1982. Polen war ohne seinen gelbgesperrten Offensivstar Zbigniew Boniek chancenlos.
Legendär ist das zweite Halbfinale, die Nacht von Sevilla. Pierre Littbarski brachte die deutsche Mannschaft in der 17. Minute in Führung. Nach dem Ausgleich der Franzosen per Elfmeter durch Michel Platini (26. Min.) blieb es beim 1:1. In der Verlängerung führte Frankreich nach Toren in der 92. und 98. Minute schon 3:1. Mit der Einwechslung von Karl-Heinz Rummenigge kam doch noch die Wende. Er traf zum 2:3 (102. Min.) und Klaus Fischer per Fallrückzieher in der 108. Minute zum 3:3. Erstmals musste ein Elfmeterschießen entscheiden. Toni Schumacher hielt gegen Six und Bossis, Horst Hrubesch schoss die deutsche Elf ins Finale. Oft wird dieses Spiel wegen seiner Dramatik mit dem sogenannten Jahrhundertspiel, dem WM-Halbfinale 1970 gegen Italien (3:4 n. V.), verglichen.
In der 57. Spielminute prallte der deutsche Torhüter Toni Schumacher mit dem Knie voran in den gerade eingewechselten Franzosen Patrick Battiston und traf ihn dabei mit seiner Hüfte. Dieser musste verletzt auf einer Trage vom Platz gebracht werden. Dieser Vorfall erhielt große mediale Beachtung.

### Spiel um Platz 3
|                                        |   |            |           |
| 10. Juli 1982 um 20:00 Uhr in Alicante |   |            |           |
| Polen                                  | – | Frankreich | 3:2 (2:1) |

Die vom Halbfinale ausgezehrten Franzosen traten ohne ihre Mittelfeldasse Platini und Giresse an und enttäuschten. Polen gewann und wurde zum zweiten Mal nach 1974 WM-Dritter.

### Finale
| Italien                                                                   | Italien | BR Deutschland | BR Deutschland | Aufstellung                              |
| ------------------------------------------------------------------------- | --- | --- | -------------- | ---------------------------------------- |
| Italien                                                                   | \| Finale \| \| Sonntag, 11. Juli 1982 um 20:00 Uhr in Madrid (Estadio Santiago Bernabéu) \| \| Ergebnis: 3:1 (0:0) \| \| Zuschauer: 90.000 \| \| Schiedsrichter: Arnaldo Cézar Coelho ( Brasilien) \| \| Spielbericht \|                                  | \| Finale \| \| Sonntag, 11. Juli 1982 um 20:00 Uhr in Madrid (Estadio Santiago Bernabéu) \| \| Ergebnis: 3:1 (0:0) \| \| Zuschauer: 90.000 \| \| Schiedsrichter: Arnaldo Cézar Coelho ( Brasilien) \| \| Spielbericht \|                                           | BR Deutschland | Aufstellung Italien gegen BR Deutschland |
| Italien                                                                   | Dino Zoff – Gaetano Scirea – Claudio Gentile, Fulvio Collovati, Antonio Cabrini – Gabriele Oriali, Giuseppe Bergomi, Marco Tardelli – Bruno Conti, Paolo Rossi, Francesco Graziani (7. Alessandro Altobelli / 89. Franco Causio) Cheftrainer: Enzo Bearzot | Toni Schumacher – Uli Stielike – Manfred Kaltz, Bernd Förster, Karlheinz Förster, Hans-Peter Briegel – Paul Breitner, Wolfgang Dremmler (62. Horst Hrubesch) – Karl-Heinz Rummenigge (70. Hansi Müller), Klaus Fischer, Pierre Littbarski Cheftrainer: Jupp Derwall | BR Deutschland | Aufstellung Italien gegen BR Deutschland |
| Italien                                                                   | 1:0 Rossi (57.) 2:0 Tardelli (69.) 3:0 Altobelli (81.) | 3:1 Breitner (83.) | BR Deutschland | Aufstellung Italien gegen BR Deutschland |
| Italien                                                                   | Conti (31.), Oriali (73.) | Dremmler (61.), Stielike (73.), Littbarski (88.) | BR Deutschland | Aufstellung Italien gegen BR Deutschland |
| Italien                                                                   | Cabrini schießt Foulelfmeter neben das Tor (26.) | | BR Deutschland | Aufstellung Italien gegen BR Deutschland |
| Finale                                                                    | | |                |                                          |
| Sonntag, 11. Juli 1982 um 20:00 Uhr in Madrid (Estadio Santiago Bernabéu) | | |                |                                          |
| Ergebnis: 3:1 (0:0)                                                       | | |                |                                          |
| Zuschauer: 90.000                                                         | | |                |                                          |
| Schiedsrichter: Arnaldo Cézar Coelho ( Brasilien)                         | | |                |                                          |
| Spielbericht                                                              | | |                |                                          |

Beide Mannschaften spielten in einer 4-3-3 Formation. Nach einer ausgeglichenen ersten Halbzeit, in der Linksverteidiger Antonio Cabrini einen Foulelfmeter verschoss, brachte Paolo Rossi in der 57. Minute Italien in Führung. Danach musste Deutschland gegen die konterstarken Italiener offensiver spielen. Italien dominierte das Spiel gegen die vom kräftezehrenden Halbfinale konditionell geschwächten Deutschen. Tardelli (69.) und Altobelli (81.) erhöhten auf 3:0. Paul Breitners Treffer zum 1:3 in der 83. Minute diente nur noch der Ergebniskosmetik. Er war damit der dritte Spieler nach den Brasilianern Pelé und Vavá, der in zwei WM-Finals getroffen hatte. Der überragende Spieler des Finales war Bruno Conti. Für viele Experten war er der beste Spieler des Turniers. Rossi errang mit seinem sechsten Treffer den Titel des Torschützenkönigs. Manfred Kaltz warf Bundestrainer Derwall später eine schlechte Taktik und die Aufstellung des verletzten Karl-Heinz Rummenigge vor.

### Ehrungen der Platzierten
Karlheinz Förster wurde zum Fußballer des Jahres in Deutschland, Paolo Rossi wurde zu Europas Fußballer des Jahres sowie zum ersten inoffiziellen Weltfußballer des Jahres gewählt. Franco Causio wurde Italiens Fußballer des Jahres, Zbigniew Boniek wurde Polnischer Fußballer des Jahres und Sportler des Jahres in Polen, Alain Giresse Frankreichs Fußballer des Jahres.

## Weltmeistermannschaft Italiens
Dino Zoff, Franco Baresi, Giuseppe Bergomi, Antonio Cabrini, Fulvio Collovati, Claudio Gentile, Gaetano Scirea, Pietro Vierchowod, Giancarlo Antognoni, Giuseppe Dossena, Giampiero Marini, Ivano Bordon, Gabriele Oriali, Marco Tardelli, Franco Causio, Bruno Conti, Daniele Massaro, Alessandro Altobelli, Francesco Graziani, Paolo Rossi, Franco Selvaggi, Giovanni Galli – Trainer: Enzo Bearzot

## Beste Torschützen
| Rang | Spieler               | Tore |
| ---- | --------------------- | ---- |
| 1    | Paolo Rossi           | 6    |
| 2    | Karl-Heinz Rummenigge | 5    |
| 3    | Zico                  | 4    |
|      | Zbigniew Boniek       | 4    |
| 5    | Gerry Armstrong       | 3    |
|      | Falcão                | 3    |
|      | Alain Giresse         | 3    |
|      | László Kiss           | 3    |
| 9    | Antonín Panenka       | 2    |
|      | Dominique Rocheteau   | 2    |
|      | László Fazekas        | 2    |
|      | Serginho Chulapa      | 2    |
|      | Gábor Pölöskei        | 2    |
|      | John Wark             | 2    |
|      | Salah Assad           | 2    |
|      | Tibor Nyilasi         | 2    |

| Rang | Spieler           | Tore |
| ---- | ----------------- | ---- |
| 9    | Bryan Robson      | 2    |
|      | Bernard Genghini  | 2    |
|      | Daniel Bertoni    | 2    |
|      | Klaus Fischer     | 2    |
|      | Trevor Francis    | 2    |
|      | Didier Six        | 2    |
|      | Michel Platini    | 2    |
|      | Diego Maradona    | 2    |
|      | Billy Hamilton    | 2    |
|      | Éder Aleixo       | 2    |
|      | Sócrates          | 2    |
|      | Walter Schachner  | 2    |
|      | Daniel Passarella | 2    |
|      | Pierre Littbarski | 2    |
|      | Marco Tardelli    | 2    |

Darüber hinaus gab es 68 Spieler mit einem Treffer. Hinzu kam ein Eigentor.

## Maskottchen
Das offizielle Maskottchen des Turniers war eine Orange im spanischen Dress mit dem Namen Naranjito.